# Reborn Rich
Reborn Rich (em coreano: hangul: 재벌집 막내아들; rr: Chaeboljib Maknaeadeul; bra: Renascendo Rico) é uma série de televisão sul-coreana de 2022 adaptada do romance de mesmo nome de San Gyung. É estrelada por Song Joong-ki, Lee Sung-min e Shin Hyun-been. Foi ao ar na JTBC de 18 de novembro a 25 de dezembro de 2022.
Reborn Rich recebeu elogios do público, com seu último episódio alcançando 26,9% de audiência, o segundo melhor índice de audiência na história da televisão a cabo coreana. Também recebeu uma indicação de melhor filme ou minissérie para TV no 51º Prêmio Emmy Internacional.

## Elenco
- Song Joong-ki como Jin Do-jun / Yoon Hyun-woo
  - Kim Kang-hoon como Jin Do-jun jovem
- Lee Sung-min como Jin Yang-chul
- Shin Hyun-been como Seo Min-young
- Yoon Je-moon como Jin Young-ki
- Kim Jung-nan como Son Jung-dae
- Kim Nam-hee como Jin Seong-jun
  - Moon Seong-hyun como Jin Seong-joon jovem
- Park Ji-hyun como Mo Hyun-min
- Jo Han-chul como Jin Dong-ki
- Seo Jae-hee como Yoo Ji-na
- Jo Hye-joo como Jin Ye-jun
- Kim Shin-rok como Jin Hwa-young
- Kim Do-hyun como Choi Chang-je
- Kim Young-jae como Jin Yoon-ki
- Jung Hye-young como Lee Hae-in
- Kang Ki-doong como Jin Hyung-jun
  - Cha Sung-je como Jin Hyung-jun jovem[5]
- Kim Hyun como Lee Pil-ok

## Prêmios e indicações
| Ano  | Prêmio                        | Categoria                   | Indicado    | Resultado |
| 2023 | 51º Emmy International Awards | Melhor Telefilme/Minissérie | Reborn Rich | Indicado  |